# Erigone aptuna
Erigone aptuna là một loài nhện trong họ Linyphiidae.
Loài này thuộc chi Erigone. Erigone aptuna được Arthur Merton Chickering miêu tả năm 1970.